# Rue de Bayard (Toulouse)
Pour les articles homonymes, voir Rue Bayard.
La rue de Bayard (en occitan : carrièra de Bayard) ou, improprement, la rue Bayard, est une voie de Toulouse, chef-lieu de la région Occitanie, dans le Midi de la France.

## Situation et accès

### Description
La rue de Bayard est une voie publique. Elle traverse le quartier de Matabiau, dans le secteur 1 - Centre.
Elle relie le boulevard de Bonrepos, au niveau de la gare Matabiau, à la rue d'Alsace-Lorraine en traversant le boulevard de Strasbourg.
La chaussée compte une voie de circulation automobile dans chaque sens, quoique la voie du côté impair soir réservée aux transports en commun. Elle appartient à une zone 30 et la vitesse y est limitée à 30 km/h. Il n'existe pas d'aménagement cyclable.

### Voies rencontrées
La rue de Bayard rencontre les voies suivantes, dans l'ordre des numéros croissants (« g » indique que la rue se situe à gauche, « d » à droite) :
1. Rue d'Alsace-Lorraine
2. Rue du Rempart-Matabiau (g)
3. Boulevard de Strasbourg
4. Rue des Moutons (g)
5. Rue Jacques-Laffitte (d)
6. Rue de Belfort (d)
7. Place Robert-Schuman (d)
8. Rue de l'Orient (g)
9. Rue Lafon (d)
10. Rue Agathoise (g)
11. Boulevard de Bonrepos

### Transports
La rue de Bayard est parcourue par la ligne de bus 39. Du côté de la place Jeanne-d'Arc et du boulevard de Strasbourg se trouvent également la station de métro Jeanne-d'Arc, sur la ligne , ainsi que les arrêts des Linéos L1L9 et des bus 1523294570. Près des boulevards de Bonrepos et Pierre-Semard se trouvent la station Marengo – SNCF, sur la ligne , ainsi que les arrêts du bus 27.
Plusieurs stations de vélos en libre-service VélôToulouse se trouvent le long de la rue de Bayard ou des voies les plus proches : les stations no 16 (32 boulevard de Strasbourg), no 36 (5 place Robert-Schuman) et no 61 (8 ter boulevard de Bonrepos).

## Odonymie
La rue de Bayard porte le nom d'une famille Bayard qui exploitait, depuis la fin du XVIIe siècle, un moulin à blé utilisant la force de la chute d'eau de l'écluse de Bayard, sur le canal du Midi. Vers 1690, un certain François Bayard y possédait trois maisons, un puits avec roue et des terres,. Le nom de Bayard s'appliquait d'ailleurs également au chemin qui le prolongeait au nord, en direction de la butte du Calvinet – ancien chemin vicinal 73, devenu la rue de Périole.

## Histoire

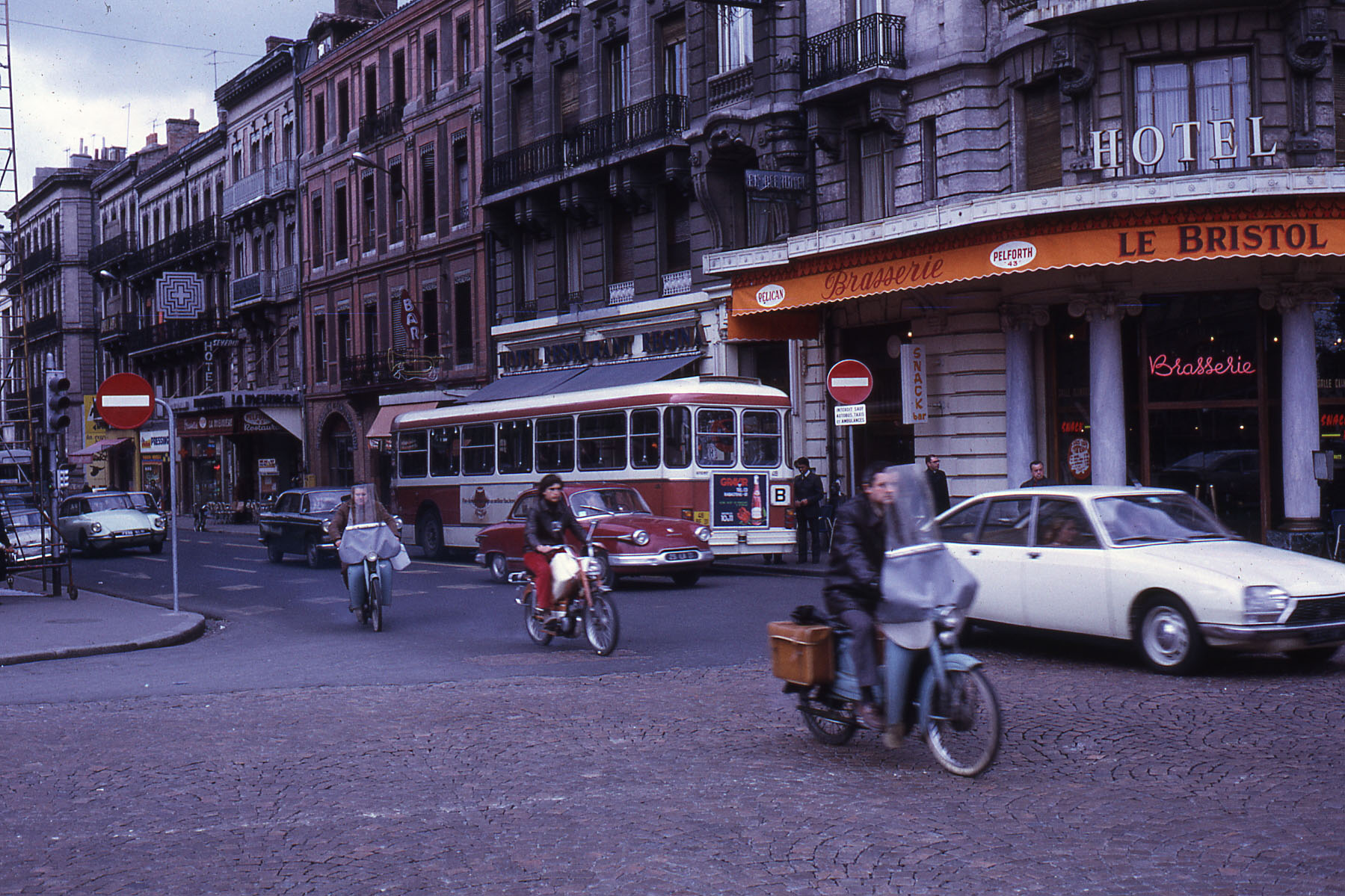
La rue de Bayard en 1972, du côté boulevard Bonrepos.

Véritable artère de la ville reliant la Gare Matabiau à l'hyper centre ville, cette rue a fait l'objet d'une complète rénovation en 2017. Ces travaux ont été réalisés en vue de l'arrivée de la ligne LGV.
Elle passe de trois à deux voies lors de travaux en 2016 et 2017.

## Patrimoine et lieux d'intérêt

### Hôtels de voyageurs
- no  73 : hôtel Regina (début du XXe siècle, Georges Masquet)[5].

- no  74 : hôtel Chaubard, puis Terminus (1886)[6].
- no  76 : hôtel Victoria (début du XXe siècle, Jules Calbairac)[7].

### Immeubles
- no  1 : immeuble (deuxième moitié du XXe siècle)[8].
- no  3 : immeuble (1872)[9].
- no  12 : immeuble (1924, Joseph Gilet)[10].
- no  16 : immeuble (1930, Étienne Gogé)[11].
- no  19 : immeuble (deuxième moitié du XXe siècle)[12].
- no  26 : immeuble (1926, Joseph Gilet)[13].
- no  34 : immeuble (deuxième moitié du XIXe siècle)[14].
- no  35 : immeuble (deuxième moitié du XXe siècle)[15].
- no  38 : immeuble Larrieu (1923, Antoine et Pierre Thuriès)[16].
- no  41 : immeuble (deuxième moitié du XIXe siècle)[17].
- no  43 : immeuble.
- no  44-46 : immeuble (deuxième moitié du XXe siècle)[18].
- no  53-59 : emplacement de l'hôtel de la Dépêche (ancien no 57, début du XIXe siècle, Joseph Galinier) ; résidence Bayard-Dépêche (vers 1980, Pierre Lafitte, Paul et Pierre Glénat)[1],[19].
- no  54 : immeuble Bancal (1932, Joseph et Jean-Louis Gilet)[20].

## Personnalités
- Jean Arlaud (1896-1938) : médecin et alpiniste originaire de Savoie, il fit ses études, puis s'installa à Toulouse. Il vécut rue de Bayard (actuel no 3). En 1936, il fut membre de la première expédition française en Himalaya, au Karakoram.

- Antoine Labit (1832-1912) : il fonda le Bazar Labit (actuel no 54 rue Saint-Rome), devenu le grand magasin la Maison universelle, qu'il développa et installa face au square Charles-de-Gaulle, rue d'Alsace-Lorraine (actuel no 28). Il légua à la ville les biens de son fils Georges décédé prématurément, en particulier sa maison et ses collections qui ont constitué le fonds du musée Labit, et l'atelier de pisciculture. Il mourut lui-même à son domicile, rue de Bayard (ancien no 46)[21].